# Dave Walker (Leichtathlet)
Dave Walker (eigentlich David P. Walker; * 11. Februar 1945) ist ein ehemaliger britischer Weitspringer.
Bei den British Commonwealth Games 1970 in Edinburgh wurde er Sechster. Auch in der 4-mal-400-Meter-Staffel kam er mit der schottischen Mannschaft auf den sechsten Platz.
1968 wurde er Englischer Hallenmeister und 1967 sowie 1968 Schottischer Meister im Weitsprung. Seine persönliche Bestleistung in dieser Disziplin von 7,67 m stellte er am 14. September 1968 in Portsmouth auf.